# Cantó de Vilandraut
El cantó de Vilandraut és un cantó francès del departament de la Gironda, situat al districte de Lengon. Té 8 municipis i el cap és Vilandraut.

## Municipis
- Boridèirs
- Casalís
- Luc Mau
- Noalhan
- Pompejac
- Preishac
- Usèste
- Vilandraut

## Història
| Data d'elecció                           | Identitat         | Partit | Qualitat |
| ---------------------------------------- | ----------------- | ------ | -------- |
| 1945-1973                                | Jean Bordessoules | SFIO   |          |
| 1973-1979                                | Georges Belouard  | PS     |          |
| 1979-1985                                | Dr Lestage        | CNIP   |          |
| 1985-1998                                | Gilbert Cardouat  | PS     |          |
| 1998-2004                                | Jean Péringuey    | PS     |          |
| 2004-                                    | Isabelle Dexpert  | PS     |          |
| les dades anteriors no són pas conegudes |                   |        |          |
|                                          |                   |        |          |

## Demografia
| 1962  | 1968  | 1975  | 1982  | 1990  | 1999  | 2006  |
| ----- | ----- | ----- | ----- | ----- | ----- | ----- |
| 3.599 | 4.034 | 3.748 | 3.666 | 3.652 | 3.964 | 4.468 |